# 仰山书院 (金溪)
仰山书院，位于江西省抚州市金溪县县城秀谷镇王家巷（旧称熙春巷）16号，现为“江西省金溪县陆九渊纪念馆”。

## 历史
由金溪知县阎廷佶创建于清乾隆二年（1737年），设于南宋崇正书院遗址，以示崇仰陆九渊等先哲。嘉庆二十一年（1816年），知县万国荣等建成48间房，江西学政王鼎题写门额。书院东侧为先儒祠，建于道光十三年（1833），是清代生员祭祀乡贤陆象山的场所。咸丰十一年（1861），仰山书院焚毁于战乱。同治八年（1869）修复。光绪二十八年（1902）废科举、兴学堂，知县杜麟光把仰山书院改为金溪县官立小学堂。1992-1994年，仰山书院修复。

## 建筑
仰山书院含先儒祠，全部建筑面积1078平方米，保存完整。
2000年7月25日，仰山书院公布为第四批江西省文物保护单位。